# Nekrolog Oktober 2024
Nekrolog
◄◄
| ◄
| 2020
| 2021
| 2022
| 2023
| 2024 | 2025
Januar |
Februar |
März |
April |
Mai |
Juni |
Juli |
August |
September |
Oktober |
November |
Dezember 2024
Weitere Ereignisse | Allgemeiner Nekrolog 2024
Die Beschreibung der verstorbenen Person sollte so kurz wie möglich gehalten sein und nur deren signifikante Tätigkeit(en) enthalten.
Neue Namen ggf. auch unter dem Geburts- und Sterbedatum, also etwa unter 1. Januar und im Geburts- und Sterbejahr (2024) eintragen (nur bei entsprechender großer Wichtigkeit). Für Beispiele siehe die schon vorhandenen Artikel.
Außerdem über die fünf zuletzt Verstorbenen, zu denen es einen ausreichend guten Artikel für eine Präsentation auf der Hauptseite gibt, nach der todesbedingten Überarbeitung der Artikel ggf. auch unter Wikipedia Diskussion:Hauptseite informieren und sie am besten auch in den anderen Wikipedia-Sprachversionen eintragen. Tipp: Regelmäßig bei news.google.de nach „ist tot“, „gestorben“ oder „verstorben“ suchen.
Wenn eine Person gestorben ist, gibt es viele Seiten zu dieser Person in der Wikipedia, die davon auch betroffen sind und entsprechend aktualisiert werden müssen. Beispiele: Namenübersichtsseite, Geburtsjahr, Geburtsort-Seiten und viele mehr.
Wie finde ich die betroffenen Seiten?
Im Suchfeld auf der linken Seite gibt man den Suchbegriff so ein: „Vorname Nachname“. Dann klickt man auf Volltext und alle Seiten mit entsprechendem Suchtext werden aufgerufen. Hier sieht man dann schnell, wo auch das Todesjahr Sinn macht oder sogar ein Teil des Artikels angepasst werden muss. Auch hilft das „Werkzeug“ auf der linken Seite sehr gut, um solche Seiten aufzufinden: „Links auf diese Seite“. Somit ist die Wikipedia wieder aktuell in allen Bereichen! Hinweis: bei Eintragung der Kategorie „Gestorben JAHR“ wird der Missbrauchsfilter 49 ausgelöst, was jedoch nicht schlimm ist. Siehe: Spezial:Missbrauchsfilter/49
Dies ist eine Liste von im Oktober 2024 verstorbenen bekannten Persönlichkeiten. Die Einträge erfolgen innerhalb der einzelnen Daten alphabetisch sortiert. Tiere sind im Nekrolog für Tiere zu finden.

## Oktober
Bearbeitungshinweis: Neue Todesfälle bitte absteigend nach Tagen geordnet eintragen. Die Todesfälle desselben Tages bitte in alphabetischer Reihenfolge einfügen.
| Tag         | Name                           | Beruf, bekannt als                                                                  | Alter | Beleg |
| ----------- | ------------------------------ | ----------------------------------------------------------------------------------- | ----- | ----- |
| 31. Oktober | Baselios Thomas I.             | indischer Bischof                                                                   | 95    |       |
| 31. Oktober | Christine Fausel               | deutsche Künstlerin und Unternehmerin                                               | 98    |       |
| 31. Oktober | Manfred Gläser                 | deutscher Archäologe und Historiker                                                 | 75    |       |
| 31. Oktober | Peter-Götz Güttler             | deutscher Medailleur und Architekt                                                  | 85    |       |
| 31. Oktober | Greg Hildebrandt               | US-amerikanischer Illustrator und Comiczeichner                                     | 85    |       |
| 31. Oktober | Ondrej Huserka                 | slowakischer Bergsteiger                                                            | 34    |       |
| 31. Oktober | Ulrich Iserlohe                | deutscher Politiker                                                                 | 78    |       |
| 31. Oktober | Hartmut Jetter                 | deutscher Religionspädagoge                                                         | 94    |       |
| 31. Oktober | Peter Klitsch                  | österreichischer Künstler                                                           | 90    |       |
| 31. Oktober | Yves Krumenacker               | französischer Historiker                                                            | 67    |       |
| 31. Oktober | Erich Kundel                   | deutscher Historiker                                                                | 98    |       |
| 31. Oktober | Jean-Pierre Lasota             | französisch-polnischer Physiker                                                     | 82    |       |
| 31. Oktober | Algimantas Matulevičius        | litauischer Politiker                                                               | 76    |       |
| 31. Oktober | Ševko Omerbašić                | jugoslawischer bzw. kroatischer Großmufti                                           | 79    |       |
| 31. Oktober | Martin Rößler                  | deutscher Kirchenmusiker, Theologe und Musikdirektor                                | 90    |       |
| 30. Oktober | Giovanni Cianfriglia           | italienischer Stuntman und Schauspieler                                             | 89    |       |
| 30. Oktober | Erik Clausen                   | dänischer Schauspieler, Regisseur, Musiker und Drehbuchautor                        | 82    |       |
| 30. Oktober | Kim Collins                    | kanadischer Eishockeyspieler und -trainer                                           | 62    |       |
| 30. Oktober | Storm De Beul                  | belgischer Webvideoproduzent                                                        | 22    |       |
| 20. Oktober | Gisela Deckert                 | deutsche Zoologin und Naturschützerin                                               | 94    |       |
| 30. Oktober | Ernst Girmindl                 | deutscher Politiker                                                                 | 93    |       |
| 30. Oktober | Christine Görner               | deutsche Opernsängerin und Schauspielerin                                           | 94    |       |
| 30. Oktober | Vedran Jerković                | österreichischer Fußballspieler                                                     | 43    |       |
| 30. Oktober | Jo Hae-chung                   | südkoreanischer Volleyballspieler                                                   | 71    |       |
| 30. Oktober | Edgar Mais                     | deutscher Lehrer, Heimatforscher und Politiker                                      | 98    |       |
| 30. Oktober | Arthur Moreira Lima            | brasilianischer Pianist                                                             | 84    |       |
| 30. Oktober | Martin Scriba                  | deutscher Zoologe                                                                   | 93    |       |
| 30. Oktober | Hubert Spiekenheuer            | deutscher Politiker                                                                 | 96    |       |
| 30. Oktober | Gert Stallmann                 | deutscher Kameramann                                                                | 72    |       |
| 30. Oktober | Thanasis Valtinos              | griechischer Erzähler, Romancier, Drehbuchautor und Übersetzer                      | 91    |       |
| 30. Oktober | Peter Wall                     | englischer Fußballspieler und -trainer                                              | 80    |       |
| 30. Oktober | Elisabeth Ohlson Wallin        | schwedische Fotografin und bildende Künstlerin                                      | 63    |       |
| 29. Oktober | Gerhart Banco                  | österreichischer Komponist, Musikpädagoge und Kirchenmusiker                        | 98    |       |
| 29. Oktober | Teri Garr                      | US-amerikanische Schauspielerin                                                     | 79    |       |
| 29. Oktober | Rayda Jacobs                   | südafrikanische Schriftstellerin, Schauspielerin und Filmemacherin                  | 77    |       |
| 29. Oktober | Matilde Lorenzi                | italienische Skirennläuferin                                                        | 19    |       |
| 29. Oktober | Jeannie Mathieu                | französische Badmintonspielerin                                                     | 92    |       |
| 29. Oktober | Suzanne Osten                  | schwedische Theater- und Filmregisseurin                                            | 80    |       |
| 29. Oktober | Steven Rudich                  | US-amerikanischer Informatiker                                                      | 63    |       |
| 29. Oktober | Alban Rupp                     | deutscher Maschinenbauingenieur                                                     | 92    |       |
| 29. Oktober | Gero Schachthöfer              | deutscher Brigadegeneral                                                            | 76    |       |
| 29. Oktober | Karl-Josef Weißenfels          | deutscher Para-Volleyballspieler                                                    | 72    |       |
| 29. Oktober | Günter Wolf                    | deutscher Elementarteilchenphysiker                                                 | 86    |       |
| 28. Oktober | Bill Beach                     | US-amerikanischer Country- und Rockabilly-Sänger                                    | 92    |       |
| 28. Oktober | Horst Bischoff                 | deutscher Stasioffizier                                                             | 88    |       |
| 28. Oktober | Eva Brann                      | US-amerikanische Philologin                                                         | 95    |       |
| 28. Oktober | Akua Donkor                    | ghanaische Politikerin und Landwirtin                                               | 72    |       |
| 28. Oktober | Cécile Goor-Eyben              | belgische Politikerin                                                               | 101   |       |
| 28. Oktober | Diane E. Griffin               | US-amerikanische Mikrobiologin und Virologin                                        | 84    |       |
| 28. Oktober | John James                     | britischer Ruderer                                                                  | 87    |       |
| 28. Oktober | Franz Kamphaus                 | deutscher Bischof                                                                   | 92    |       |
| 28. Oktober | Friedrich Kircheis             | deutscher Organist                                                                  | 84    |       |
| 28. Oktober | François Laruelle              | französischer Philosoph                                                             | 87    |       |
| 28. Oktober | Renato Raffaele Martino        | italienischer Kardinal                                                              | 91    |       |
| 28. Oktober | Manuel Mirabal                 | kubanischer Trompeter                                                               | 91    |       |
| 28. Oktober | Paul Morrissey                 | US-amerikanischer Filmregisseur                                                     | 86    |       |
| 28. Oktober | Ulf Pilgaard                   | dänischer Schauspieler                                                              | 83    |       |
| 28. Oktober | Jamshid Sharmahd               | deutsch-iranischer Unternehmer und Regimekritiker                                   | 69    |       |
| 28. Oktober | Kazuo Umezu                    | japanischer Manga-Zeichner                                                          | 88    |       |
| 28. Oktober | Wilhelm Wittenbruch            | deutscher Pädagoge                                                                  | 88    |       |
| 27. Oktober | Paul Bailey                    | britischer Autor                                                                    | 87    |       |
| 27. Oktober | Alec Brader                    | englischer Profifußballspieler, Lehrer und Trainer                                  | 82    |       |
| 27. Oktober | Rosemarie Cynkiewicz           | deutsche Geistliche                                                                 | 88    |       |
| 27. Oktober | Jean-Pierre Parenteau          | französischer Radrennfahrer                                                         | 80    |       |
| 27. Oktober | Radoslav Petković              | serbischer Schriftsteller                                                           | 71    |       |
| 27. Oktober | Edzard Reuter                  | deutscher Manager                                                                   | 96    |       |
| 27. Oktober | René Uilenbroek                | niederländischer Comiczeichner                                                      | 63    |       |
| 27. Oktober | Ward Watt                      | US-amerikanischer Biologe                                                           | 84    |       |
| 26. Oktober | Georgina Cooper                | britisches Model                                                                    | 46    |       |
| 26. Oktober | Henry Fields                   | US-amerikanischer Basketballspieler                                                 | 86    |       |
| 26. Oktober | Thomas Gramuglia               | US-amerikanischer Musikproduzent                                                    | 74    |       |
| 26. Oktober | Ole Tage Hartmann              | dänischer Schauspieler                                                              | 88    |       |
| 26. Oktober | Harald Hillebrecht             | deutscher Chemiker                                                                  | 64    |       |
| 26. Oktober | Kōzō Iizuka                    | japanischer Ingenieur                                                               | 93    |       |
| 26. Oktober | Gernot Klepper                 | deutscher Ökonom                                                                    | 73    |       |
| 26. Oktober | Rüdiger Kniep                  | deutscher Chemiker                                                                  | 79    |       |
| 26. Oktober | Kelsey Lewis                   | US-amerikanische Schauspielerin                                                     | 29    |       |
| 26. Oktober | Marianne Ravenstein            | deutsche Kommunikationswissenschaftlerin                                            | 67    |       |
| 26. Oktober | Ustad Tafu                     | pakistanischer Tablaspieler                                                         | 79    |       |
| 25. Oktober | Jo Bohnsack                    | deutscher Musiker                                                                   | 64    |       |
| 25. Oktober | Zé Carlos                      | brasilianischer Fußballspieler                                                      | 56    |       |
| 25. Oktober | Rohini Godbole                 | indische Physikerin                                                                 | 71    |       |
| 25. Oktober | David Harris                   | US-amerikanischer Schauspieler                                                      | 75    |       |
| 25. Oktober | Bill Hay                       | kanadischer Eishockeyspieler und -funktionär                                        | 88    |       |
| 25. Oktober | Alan Heston                    | US-amerikanischer Wirtschaftswissenschaftler                                        | 90    |       |
| 25. Oktober | Norbert Littkopf               | deutscher Judoka, Judotrainer und -funktionär                                       | 80    |       |
| 25. Oktober | Kim Soo-mi                     | südkoreanische Schauspielerin                                                       | 75    |       |
| 25. Oktober | Phil Lesh                      | US-amerikanischer Bassist und Komponist                                             | 84    |       |
| 25. Oktober | Walter Schmidt                 | deutscher Fußballspieler                                                            | 87    |       |
| 25. Oktober | Matthias Ulrich                | deutscher Schriftsteller                                                            | 74    |       |
| 25. Oktober | Günther Winkler                | österreichischer Jurist                                                             | 95    |       |
| 24. Oktober | Jadwiga Barańska               | polnische Schauspielerin, Regisseurin und Drehbuchautorin                           | 89    |       |
| 24. Oktober | Abdelaziz Barrada              | französisch-marokkanischer Fußballspieler                                           | 35    |       |
| 24. Oktober | Sabahattin Çakmakoğlu          | türkischer Politiker                                                                | 93    |       |
| 24. Oktober | Dieter Decker                  | deutscher Politiker                                                                 | 78    |       |
| 24. Oktober | Norbert Haugg                  | deutscher Ingenieur                                                                 | 89    |       |
| 24. Oktober | Clark Kent                     | US-amerikanischer DJ und Produzent                                                  | 58    |       |
| 24. Oktober | John Klauder                   | US-amerikanischer Physiker                                                          | 92    |       |
| 24. Oktober | Michel Lafranceschina          | französischer Fußballspieler und -trainer                                           | 85    |       |
| 24. Oktober | Paul Mendes-Flohr              | US-amerikanischer Historiker                                                        | 83    |       |
| 24. Oktober | Eli Newberger                  | US-amerikanischer Kinderarzt und Jazzmusiker                                        | 83    |       |
| 24. Oktober | Alexei Nowikow                 | russischer Maler, Bildhauer und Musiker                                             | 93    |       |
| 24. Oktober | Marco Paulo                    | portugiesischer Popsänger                                                           | 79    |       |
| 24. Oktober | Gerd Peehs                     | deutscher Fußballspieler                                                            | 82    |       |
| 24. Oktober | Alphonse Poaty-Souchlaty       | kongolesischer Schriftsteller und Politiker                                         | 83    |       |
| 24. Oktober | Eckhart Schmidt                | deutscher Filmemacher und Autor                                                     | 85    |       |
| 24. Oktober | Horst Seidenfaden              | deutscher Journalist und Schriftsteller                                             | 68    |       |
| 24. Oktober | Jeri Taylor                    | US-amerikanische Drehbuchautorin und Fernsehproduzentin                             | 86    |       |
| 24. Oktober | Dieter Timme                   | deutscher Fußballspieler                                                            | 68    |       |
| 23. Oktober | Hama Amadou                    | nigrischer Politiker                                                                | 74    |       |
| 23. Oktober | Peter Arnold                   | australischer Politiker                                                             | 88    |       |
| 23. Oktober | Geoff Capes                    | britischer Leichtathlet                                                             | 75    |       |
| 23. Oktober | Etile Carpenè                  | italienischer Winzer                                                                | 80    |       |
| 23. Oktober | Antonio Cicero                 | brasilianischer Komponist, Dichter, Literaturkritiker, Philosoph und Schriftsteller | 79    |       |
| 23. Oktober | Leon Neil Cooper               | US-amerikanischer Physiker                                                          | 94    |       |
| 23. Oktober | Gustavo Adolfo Espina Salguero | guatemaltekischer Politiker                                                         | 77    |       |
| 23. Oktober | Erich Goldhagen                | polnisch-kanadischer Historiker                                                     | 94    |       |
| 23. Oktober | Gary Indiana                   | US-amerikanischer Autor, Filmemacher und Schauspieler                               | 74    |       |
| 23. Oktober | Mirjana Irosch                 | jugoslawisch-österreichische Sängerin                                               | 84    |       |
| 23. Oktober | Jack Jones                     | US-amerikanischer Sänger                                                            | 86    |       |
| 23. Oktober | Matthias Theodor Kloft         | deutscher Geistlicher, Theologe und Kirchenhistoriker                               | 65    |       |
| 23. Oktober | Coen Niesten                   | niederländischer Radrennfahrer                                                      | 86    |       |
| 23. Oktober | Arif Babür Ordu                | deutsch-türkischer Arzt, Politiker und Unternehmer                                  | 68    |       |
| 23. Oktober | Alberto Ponis                  | italienischer Architekt                                                             | 91    |       |
| 23. Oktober | David Qualey                   | US-amerikanischer Gitarrist und Komponist                                           | 76    |       |
| 23. Oktober | Christoph Rinser               | deutscher Autor, Herausgeber und Übersetzer                                         | 84    |       |
| 23. Oktober | Alastair Robertson             | britischer Musikproduzent                                                           | 83    |       |
| 23. Oktober | Charlie Sierra                 | puerto-ricanischer Timbales-Spieler                                                 | 68    |       |
| 23. Oktober | Wolfram von Stauffenberg       | deutscher Schauspieler, Hörspielsprecher und Boxer                                  | 57    |       |
| 23. Oktober | Haralds Vasiļjevs              | sowjetischer bzw. lettischer Eishockeyspieler und -trainer                          | 72    |       |
| 22. Oktober | Michel Auer                    | französisch-schweizerischer Fotograf, Sammler und Fotohistoriker                    | 91    |       |
| 22. Oktober | Bernd Bauchspieß               | deutscher Fußballspieler                                                            | 85    |       |
| 22. Oktober | Richard A. Cash                | US-amerikanischer Arzt                                                              | 83    |       |
| 22. Oktober | Gerassim Chugajew              | südossetischer Politiker                                                            | 78    |       |
| 22. Oktober | Claire Daly                    | US-amerikanische Saxophonistin und Komponistin                                      | 66    |       |
| 22. Oktober | Ingrid Dörrer                  | deutsche Geographin                                                                 | 86    |       |
| 22. Oktober | Annelie Ehrhardt               | deutsche Leichtathletin                                                             | 74    |       |
| 22. Oktober | Elizabeth Francis              | US-amerikanische Altersrekordlerin                                                  | 115   |       |
| 22. Oktober | Ulla Geiger                    | deutsche Schauspielerin und Kabarettistin                                           | 73    |       |
| 22. Oktober | Gustavo Gutiérrez              | peruanischer Theologe und Geistlicher                                               | 96    |       |
| 22. Oktober | Jan W. Morthenson              | schwedischer Komponist und Musiker                                                  | 84    |       |
| 22. Oktober | Walter W. Müller               | deutscher Semitist                                                                  | 91    |       |
| 22. Oktober | Lynda Obst                     | US-amerikanische Filmproduzentin und Schriftstellerin                               | 74    |       |
| 22. Oktober | Dick Pope                      | britischer Kameramann                                                               | 77    |       |
| 22. Oktober | Hans Ruoß                      | deutscher Ingenieur                                                                 | 82    |       |
| 22. Oktober | Alan Sacks                     | US-amerikanischer Film- und Fernsehproduzent sowie Drehbuchautor                    | 81    |       |
| 22. Oktober | Marie-Luise Schwarz-Schilling  | deutsche Unternehmerin und Autorin                                                  | 92    |       |
| 22. Oktober | Ernst Christoph Suttner        | deutscher Kirchenhistoriker                                                         | 91    |       |
| 22. Oktober | Fernando Valenzuela            | mexikanischer Baseballspieler                                                       | 63    |       |
| 22. Oktober | Marlies Wanjura                | deutsche Politikerin                                                                | 79    |       |
| 21. Oktober | Christine Boisson              | französische Schauspielerin                                                         | 68    |       |
| 21. Oktober | Paul Di’Anno                   | britischer Heavy-Metal-Sänger                                                       | 66    |       |
| 21. Oktober | Klaus Eisenmann                | deutscher Dirigent und Musikpädagoge                                                | 84    |       |
| 21. Oktober | Dieter Emeis                   | deutscher Priester und Pastoraltheologe                                             | 91    |       |
| 21. Oktober | Massimiliano Frezzato          | italienischer Comicautor                                                            | 57    |       |
| 21. Oktober | Klaus Funke                    | deutscher Physikochemiker                                                           | 79    |       |
| 21. Oktober | Barbara Kolb                   | US-amerikanische Komponistin                                                        | 85    |       |
| 21. Oktober | Lothar König                   | deutscher Pfarrer                                                                   | 70    |       |
| 21. Oktober | Lammert Leertouwer             | niederländischer Kirchenhistoriker und Theologe                                     | 92    |       |
| 21. Oktober | Peter Marzinkowski             | deutscher Bischof                                                                   | 85    |       |
| 21. Oktober | Giovanni Battista Morandini    | italienischer Erzbischof                                                            | 87    |       |
| 21. Oktober | Adolf Emil Friedrich Morlang   | deutscher Heimatforscher, Heimathistoriker und Gymnasiallehrer                      | 83    |       |
| 21. Oktober | Akira Satake                   | japanischer Theologe                                                                | 95    |       |
| 20. Oktober | Arturo Mandin Bastes           | philippinischer Bischof                                                             | 80    |       |
| 20. Oktober | Pete Conacher                  | kanadischer Eishockeyspieler                                                        | 92    |       |
| 20. Oktober | Eugenio Dal Corso              | italienischer Kardinal                                                              | 85    |       |
| 20. Oktober | Barbara Dane                   | US-amerikanische Musikerin, Musikproduzentin und Aktivistin                         | 97    |       |
| 20. Oktober | Dong Zhiming                   | chinesischer Paläontologe                                                           | 87    |       |
| 20. Oktober | Bernd Fischer                  | deutscher Radrennfahrer                                                             | 71    |       |
| 20. Oktober | Fethullah Gülen                | türkischer Geistlicher                                                              | 83    |       |
| 20. Oktober | Andy Ireland                   | US-amerikanischer Politiker                                                         | 94    |       |
| 20. Oktober | Walter Jacob                   | US-amerikanischer Rabbiner                                                          | 94    |       |
| 20. Oktober | Willi A. Kalender              | deutscher Physiker, Erfinder und Wissenschaftler                                    | 75    |       |
| 20. Oktober | Gregory Lipinski               | deutscher Journalist                                                                | 62    |       |
| 20. Oktober | Raissa Kirsanowa               | sowjetische bzw. russische Kunsthistorikerin                                        | 78    |       |
| 20. Oktober | Michael Newman                 | US-amerikanischer Rettungsschwimmer und Schauspieler                                | 67    |       |
| 20. Oktober | Manfred Nitsche                | deutscher Maler und Grafiker                                                        | 86    |       |
| 20. Oktober | Janusz Olejniczak              | polnischer Pianist                                                                  | 72    |       |
| 20. Oktober | Peter Ruben                    | deutscher Philosoph                                                                 | 90    |       |
| 20. Oktober | Malene Sølvsten                | dänische Schriftstellerin                                                           | 47    |       |
| 20. Oktober | Paul White                     | britischer Politiker und Peer                                                       | 84    |       |
| 19. Oktober | Ronald L. Akers                | US-amerikanischer Soziologe und Kriminologe                                         | 85    |       |
| 19. Oktober | Norma Beecroft                 | kanadische Komponistin                                                              | 90    |       |
| 19. Oktober | André Claude                   | luxemburgischer Regierungsbeamter                                                   | 96    |       |
| 19. Oktober | Helga Feldner-Busztin          | österreichische Holocaust-Überlebende                                               | 95    |       |
| 19. Oktober | Leo Haupts                     | deutscher Historiker                                                                | 97    |       |
| 19. Oktober | Friedrich H. Hofmann           | deutscher Philatelist und Heimatforscher                                            | 90    |       |
| 19. Oktober | Michel Klein                   | französischer Tierarzt, Fernsehmoderator und Autor                                  | 103   |       |
| 19. Oktober | Volker D. Laturell             | deutscher Heimatforscher und Sachbuchautor                                          | 85    |       |
| 19. Oktober | Moe Lemay                      | kanadischer Eishockeyspieler                                                        | 62    |       |
| 19. Oktober | Werner Lüderitz                | deutscher Tischtennisfunktionär                                                     | 95    |       |
| 19. Oktober | Thelma Mothershed Wair         | US-amerikanische Bürgerrechtsaktivistin                                             | 83    |       |
| 19. Oktober | Iris Plotzitzka                | deutsche Leichtathletin                                                             | 58    |       |
| 19. Oktober | Günter Rahm                    | deutscher Fußballspieler                                                            | 90    |       |
| 19. Oktober | Illo von Rauch-Wittlich        | deutsche Malerin und Glaskünstlerin                                                 | 89    |       |
| 19. Oktober | Brunilde Sismondo Ridgway      | italienisch-US-amerikanische Archäologin                                            | 94    |       |
| 19. Oktober | Giorgio Rochat                 | italienischer Historiker                                                            | 88    |       |
| 19. Oktober | François Scheer                | französischer Diplomat                                                              | 90    |       |
| 19. Oktober | Sim Van der Ryn                | US-amerikanischer Architekt                                                         | 89    |       |
| 18. Oktober | Heinz Aldinger                 | deutscher Fußballschiedsrichter                                                     | 91    |       |
| 18. Oktober | Yehuda Bauer                   | israelischer Historiker                                                             | 98    |       |
| 18. Oktober | François Colling               | luxemburgischer Politiker                                                           | 84    |       |
| 18. Oktober | Wilhelm Haas                   | deutscher Diplomat                                                                  | 93    |       |
| 18. Oktober | Richard Harrison               | britischer Politiker und Life Peer                                                  | 77    |       |
| 18. Oktober | Hermann Kleinknecht            | deutscher Künstler                                                                  | 81    |       |
| 18. Oktober | Jürgen Knauss                  | deutscher Unternehmer und Fotograf                                                  | 86    |       |
| 18. Oktober | Ulrich Koschorke               | deutscher Mathematiker                                                              | 83    |       |
| 18. Oktober | Paulo Sérgio Machado           | brasilianischer Bischof                                                             | 78    |       |
| 18. Oktober | Membathisi Mdladlana           | südafrikanischer Politiker                                                          | 72    |       |
| 18. Oktober | Klaus Möbius                   | deutscher Physiker                                                                  | 88    |       |
| 18. Oktober | Berndt Ostendorf               | deutscher Anglist, Amerikanist und Hochschullehrer                                  | 84    |       |
| 18. Oktober | Joseph Rykwert                 | britischer Architekturhistoriker und Schriftsteller                                 | 98    |       |
| 18. Oktober | Donald Bruce Redford           | kanadischer Ägyptologe                                                              | 90    |       |
| 18. Oktober | Laurence Traiger               | US-amerikanischer Komponist                                                         | 68    |       |
| 18. Oktober | Warren M. Washington           | US-amerikanischer Meteorologe                                                       | 88    |       |
| 17. Oktober | Lisa Beck                      | deutsche Grafikerin                                                                 | 96    |       |
| 17. Oktober | Emile Daems                    | belgischer Radrennfahrer                                                            | 86    |       |
| 17. Oktober | Brigitte Fink                  | italienische Rennrodlerin und Rennrodelfunktionärin                                 | 84    |       |
| 17. Oktober | Thomas Garvin                  | irischer Politikwissenschaftler                                                     | 81    |       |
| 17. Oktober | Mitzi Gaynor                   | US-amerikanische Schauspielerin, Sängerin und Tänzerin                              | 93    |       |
| 17. Oktober | Rudolf Handwerker              | deutscher Politiker                                                                 | 80    |       |
| 17. Oktober | Aaron Kaufman                  | US-amerikanischer Filmproduzent und Regisseur                                       | 51    |       |
| 17. Oktober | Imre Kozma                     | ungarischer Geistlicher                                                             | 84    |       |
| 17. Oktober | Jørgen Mortensen               | dänischer Badmintonspieler                                                          | ≈80   |       |
| 17. Oktober | Rick Nolan                     | US-amerikanischer Politiker                                                         | 80    |       |
| 17. Oktober | Vasso Papandreou               | griechische Politikerin                                                             | 79    |       |
| 17. Oktober | Rolf D. Sabel                  | deutscher Schriftsteller und Fußballfunktionär                                      | 75    |       |
| 17. Oktober | Andrew Victor Schally          | polnisch-US-amerikanischer Physiologe                                               | 97    |       |
| 17. Oktober | Karl Schmucker                 | deutscher Architekt                                                                 | 96    |       |
| 17. Oktober | Shūji Takashina                | japanischer Kunsthistoriker                                                         | 92    |       |
| 17. Oktober | Walter Zieglgänsberger         | deutscher Mediziner, Psychiater und Schmerzforscher                                 | 84    |       |
| 16. Oktober | Paul McDonald Calvo            | US-amerikanischer Politiker                                                         | 90    |       |
| 16. Oktober | Matia Chowdhury                | bangladeschische Politikerin                                                        | 82    |       |
| 16. Oktober | Sherry Coben                   | US-amerikanische Drehbuchautorin und Produzentin                                    | 71    |       |
| 16. Oktober | Sukh Dev                       | indischer Chemiker                                                                  | 101   |       |
| 16. Oktober | Gunborg Hancock                | schwedische Altersrekordlerin                                                       | 112   |       |
| 16. Oktober | Karl Heinen                    | deutscher Theologe                                                                  | 89    |       |
| 16. Oktober | Patricia Johanson              | US-amerikanische Landschaftsarchitektin, Malerin, Bildhauerin                       | 84    |       |
| 16. Oktober | Michael Karr                   | deutscher Journalist und Fernsehmoderator                                           | 71    |       |
| 16. Oktober | Patti McGee                    | US-amerikanische Skateboarderin                                                     | 79    |       |
| 16. Oktober | Peter Orban                    | deutscher Therapeut und Astrologe                                                   | 80    |       |
| 16. Oktober | Liam Payne                     | britischer Sänger und Songwriter                                                    | 31    |       |
| 16. Oktober | Raymond A. Price               | kanadischer Geologe                                                                 | 91    |       |
| 16. Oktober | Christian Martin Schmidt       | deutscher Musikwissenschaftler                                                      | 82    |       |
| 16. Oktober | Yahya Sinwar                   | palästinensischer Politiker und Terrorist                                           | 61    |       |
| 16. Oktober | Gottfried Sommer               | deutscher Maler und Grafiker                                                        | 89    |       |
| 16. Oktober | Manfred P. Straube             | österreichischer Rechtswissenschaftler                                              | 80    |       |
| 16. Oktober | Karsten Vilmar                 | deutscher Mediziner und Funktionär                                                  | 94    |       |
| 15. Oktober | Edit Buchholz                  | deutsche Tischtennisspielerin                                                       | 83    |       |
| 15. Oktober | Allen Emerson                  | US-amerikanischer Informatiker                                                      | 70    |       |
| 15. Oktober | Mario Feurer                   | Schweizer Musiker und Komponist                                                     | 82    |       |
| 15. Oktober | Robert Fulford                 | kanadischer Journalist, Essayist, Kolumnist und Buchautor                           | 92    |       |
| 15. Oktober | Hershel W. Gober               | US-amerikanischer Politiker                                                         | 87    |       |
| 15. Oktober | Evelyn Grill                   | österreichische Schriftstellerin                                                    | 82    |       |
| 15. Oktober | Mike Jackson                   | britischer General                                                                  | 80    |       |
| 15. Oktober | Peter Luther                   | deutscher Springreiter                                                              | 85    |       |
| 15. Oktober | Gabriela Melinescu             | schwedisch-rumänische Schriftstellerin                                              | 82    |       |
| 15. Oktober | Bart Meulenberg                | niederländischer Fußballspieler                                                     | 48    |       |
| 15. Oktober | Rolf Meyer-Olden               | deutscher Diplomat                                                                  | 86    |       |
| 15. Oktober | Stan Persky                    | kanadischer Schriftsteller und Philosophiedozent                                    | 83    |       |
| 15. Oktober | Ottilie Scholz                 | deutsche Politikerin                                                                | 76    |       |
| 15. Oktober | Antonio Skármeta               | chilenischer Schriftsteller                                                         | 83    |       |
| 15. Oktober | Leszek Szaruga                 | polnischer Schriftsteller                                                           | 78    |       |
| 15. Oktober | Peter Vassella                 | australischer Leichtathlet                                                          | 83    |       |
| 15. Oktober | Alexandre Voisard              | Schweizer Schriftsteller                                                            | 94    |       |
| 15. Oktober | Hasan Yalnızoğlu               | türkischer Schauspieler und Model                                                   | 49    |       |
| 14. Oktober | Shaban al-Dalou                | palästinensisches Kriegsopfer                                                       | 19    |       |
| 14. Oktober | Alfredo Hua-Sing Ang           | US-amerikanischer Bauingenieur                                                      | 94    |       |
| 14. Oktober | Friedhelm Beiner               | deutscher Erziehungswissenschaftler                                                 | 85    |       |
| 14. Oktober | Rafik Ben Salah                | tunesisch-schweizerischer Schriftsteller                                            | 76    |       |
| 14. Oktober | Klaus Dürkop                   | deutscher Naturschützer                                                             | 85    |       |
| 14. Oktober | Willi Girmes                   | deutscher Sänger und Entertainer                                                    | 68    |       |
| 14. Oktober | Umberto Grano                  | italienischer Autorennfahrer                                                        | 84    |       |
| 14. Oktober | John Fraser Hart               | US-amerikanischer Geograph                                                          | 100   |       |
| 14. Oktober | Janet L. Nelson                | britische Historikerin                                                              | 82    |       |
| 14. Oktober | Philip Zimbardo                | US-amerikanischer Psychologe                                                        | 91    |       |
| 13. Oktober | Paul Bertemes                  | luxemburgischer Übersetzer und Journalist                                           | 70    |       |
| 13. Oktober | Klaus Briegleb                 | deutscher Literaturhistoriker und Herausgeber                                       | 92    |       |
| 13. Oktober | Max Haber Neumann              | paraguayischer Elektroingenieur und Diplomat                                        | ≈82   |       |
| 13. Oktober | Siegbert Hahn                  | deutscher Maler                                                                     | 87    |       |
| 13. Oktober | Brunhilde Hanke                | deutsche Politikerin                                                                | 94    |       |
| 13. Oktober | Stefan Kläsener                | deutscher Journalist und Theologe                                                   | 59    |       |
| 13. Oktober | Franz Mesch                    | deutscher Ingenieur                                                                 | 91    |       |
| 13. Oktober | Donal Brendan Murray           | irischer Bischof                                                                    | 84    |       |
| 13. Oktober | Věra Plívová-Šimková           | tschechische Filmregisseurin                                                        | 90    |       |
| 13. Oktober | Janne Puhakka                  | finnischer Eishockeyspieler                                                         | 29    |       |
| 13. Oktober | Volker Reimann-Dubbers         | deutscher Chemiker und Stifter                                                      | 81    |       |
| 13. Oktober | Friedrich Schötschel           | deutscher Bildhauer und Maler                                                       | 98    |       |
| 13. Oktober | Fritz Schretter                | österreichischer Politiker                                                          | 84    |       |
| 13. Oktober | Ernst-Wilhelm Stuckert         | deutscher Politiker                                                                 | 85    |       |
| 13. Oktober | Libby Titus                    | US-amerikanische Sängerin und Songwriterin                                          | 77    |       |
| 13. Oktober | Kempton E. Webb                | US-amerikanischer Geograph                                                          | 92    |       |
| 13. Oktober | Wilhelm Winterstein            | deutscher Privatbankier und Mäzen                                                   | 93    |       |
| 12. Oktober | Janfried Döhler                | deutscher Politiker                                                                 | 88    |       |
| 12. Oktober | Mati Erelt                     | estnischer Sprachwissenschaftler                                                    | 83    |       |
| 12. Oktober | Adolf Fritz                    | österreichischer Paläobotaniker                                                     | 95    |       |
| 12. Oktober | Wilfriede Günschel             | deutsche Opernsängerin                                                              | 87    |       |
| 12. Oktober | Ted Honderich                  | kanadischer Philosoph                                                               | 91    |       |
| 12. Oktober | Jackmaster                     | britischer House-DJ                                                                 | 38    |       |
| 12. Oktober | Ka                             | US-amerikanischer Hip-Hop-Musiker und Produzent                                     | 52    |       |
| 12. Oktober | Helga Konrad                   | österreichische Politikerin                                                         | 76    |       |
| 12. Oktober | Lilly Ledbetter                | US-amerikanische Equal-Pay-Aktivistin                                               | 86    |       |
| 12. Oktober | Paul Lowe                      | britischer Fotojournalist                                                           | 60    |       |
| 12. Oktober | Tito Mboweni                   | südafrikanischer Politiker, Bankmanager und Ökonom                                  | 65    |       |
| 12. Oktober | Margarete Müller               | deutsche Politikerin                                                                | 93    |       |
| 12. Oktober | Edward Ozorowski               | polnischer Bischof                                                                  | 83    |       |
| 12. Oktober | Waldemar Pappusch              | deutscher Handballspieler und -trainer                                              | 88    |       |
| 12. Oktober | Jean-François Picheral         | französischer Politiker                                                             | 90    |       |
| 12. Oktober | Rainer Prachtl                 | deutscher Politiker                                                                 | 74    |       |
| 12. Oktober | Hans Pretterebner              | österreichischer Journalist und Politiker                                           | 80    |       |
| 12. Oktober | Alex Salmond                   | britischer Politiker                                                                | 69    |       |
| 12. Oktober | Friedrich Wilhelm Schwartz     | deutscher Gesundheitswissenschaftler und Mediziner                                  | 81    |       |
| 12. Oktober | Lillian Schwartz               | US-amerikanische Künstlerin                                                         | 97    |       |
| 12. Oktober | Hansmartin Simpfendörfer       | deutscher Politiker                                                                 | 90    |       |
| 12. Oktober | Oldřich Vlasák                 | tschechischer Politiker                                                             | 68    |       |
| 12. Oktober | Manfred Wallat                 | deutscher Fußballspieler                                                            | 91    |       |
| 11. Oktober | Thomas Ammer                   | deutscher Historiker und DDR-Oppositioneller                                        | 87    |       |
| 11. Oktober | Thomas Astan                   | deutscher Ordensgeistlicher und Schauspieler                                        | 82    |       |
| 11. Oktober | Jiří Bartolšic                 | tschechoslowakischer bzw. tschechischer Radrennfahrer                               | 71    |       |
| 11. Oktober | Roger Browne                   | US-amerikanischer Schauspieler                                                      | 94    |       |
| 11. Oktober | Javier Guerra                  | kubanischer Maler                                                                   | 54    |       |
| 11. Oktober | Joseph Karemera                | ruandischer Arzt, Politiker und Diplomat                                            | 70    |       |
| 11. Oktober | Mario Morra                    | italienischer Filmeditor                                                            | 89    |       |
| 11. Oktober | Manfred Pohlen                 | deutscher Psychosomatiker, Psychiater, Neurologe und Psychoanalytiker               | 94    |       |
| 11. Oktober | Branko Rašović                 | jugoslawischer Fußballspieler                                                       | 82    |       |
| 11. Oktober | Vicente Juan Segura            | spanischer Bischof                                                                  | 69    |       |
| 11. Oktober | Jean Alix Verrier              | haitianischer Bischof                                                               | 93    |       |
| 11. Oktober | Gerd Wenninger                 | deutscher Psychologe und Herausgeber                                                | 78    |       |
| 10. Oktober | Adam Abeshouse                 | US-amerikanischer Musikproduzent                                                    | 63    |       |
| 10. Oktober | Fleur Adcock                   | britisch-neuseeländische Dichterin und Übersetzerin                                 | 90    |       |
| 10. Oktober | Lizzy Aumeier                  | deutsche Kontrabassistin und Musikkabarettistin                                     | 60    |       |
| 10. Oktober | Alexander M. Bradshaw          | britischer Physiker                                                                 | 80    |       |
| 10. Oktober | Anton Burkhart                 | deutscher Laiendarsteller                                                           | 54    |       |
| 10. Oktober | Peter Cormack                  | schottischer Fußballspieler                                                         | 78    |       |
| 10. Oktober | Peter Freiherr von Fürstenberg | deutscher Forstwissenschaftler                                                      | 88    |       |
| 10. Oktober | Dagmar Grenz                   | deutsche Germanistin und Fachdidaktikerin                                           | 81    |       |
| 10. Oktober | Axel Horstmann                 | deutscher Altphilologe                                                              | 79    |       |
| 10. Oktober | Ethel Kennedy                  | US-amerikanische Menschenrechtsaktivistin                                           | 96    |       |
| 10. Oktober | Caterina Maderna               | deutsche Archäologin                                                                | ≈69   |       |
| 10. Oktober | Rudolf Meyer-Pritzl            | deutscher Rechtswissenschaftler                                                     | 63    |       |
| 10. Oktober | Leszek Moczulski               | polnischer Historiker und Politiker                                                 | 94    |       |
| 10. Oktober | Teresa Nowak                   | polnische Leichtathletin                                                            | 82    |       |
| 10. Oktober | Lothar Schruff                 | deutscher Wirtschaftswissenschaftler                                                | 84    |       |
| 10. Oktober | Doug Sides                     | US-amerikanischer Jazz-Schlagzeuger                                                 | 82    |       |
| 10. Oktober | El Taiger                      | kubanischer Rapper und Reggaeton-Sänger                                             | 37    |       |
| 10. Oktober | Kim Ziegler                    | dänischer Fußballspieler                                                            | 65    |       |
| 9. Oktober  | George Baldock                 | griechischer Fußballspieler                                                         | 31    |       |
| 9. Oktober  | Elisabeth Brachmann-Teubner    | deutsche Archivarin                                                                 | 89    |       |
| 9. Oktober  | Dieter Burdenski               | deutscher Fußballspieler und Torwarttrainer                                         | 73    |       |
| 9. Oktober  | Lily Ebert                     | ungarisch-britische Holocaustüberlebende                                            | 100   |       |
| 9. Oktober  | Fritz von Friedl               | österreichischer Film- und Theaterschauspieler                                      | 83    |       |
| 9. Oktober  | Sergei Gaponow                 | sowjetischer bzw. russischer Physiker                                               | 87    |       |
| 9. Oktober  | Arild Gulden                   | norwegischer Fußball- und Handballspieler                                           | 82    |       |
| 9. Oktober  | Tony Jagitsch                  | österreichischer Jazzmusiker                                                        | 76    |       |
| 9. Oktober  | Sepp Kahn                      | österreichischer Schriftsteller                                                     | 72    |       |
| 9. Oktober  | Elisa Montés                   | spanische Schauspielerin                                                            | 89    |       |
| 9. Oktober  | Hadriaan van Nes               | niederländischer Ruderer                                                            | 82    |       |
| 9. Oktober  | Jürgen Neumeyer                | deutscher Politikwissenschaftler                                                    | 56    |       |
| 9. Oktober  | Augie Pabst                    | US-amerikanischer Automobilrennfahrer                                               | 90    |       |
| 9. Oktober  | Alexander Putschkow            | sowjetischer Leichtathlet                                                           | 67    |       |
| 9. Oktober  | Leif Segerstam                 | finnischer Komponist und Dirigent                                                   | 80    |       |
| 9. Oktober  | Hiroshi Shirai                 | japanischer Karatesportler                                                          | 87    |       |
| 9. Oktober  | Ratan Tata                     | indischer Manager                                                                   | 86    |       |
| 9. Oktober  | Christine Tröstrum             | deutsche Medienmanagerin                                                            | 52    |       |
| 9. Oktober  | Ljudmila Trut                  | sowjetische bzw. russische Biologin                                                 | 90    |       |
| 9. Oktober  | Pierre Vernier                 | französischer Schauspieler                                                          | 93    |       |
| 8. Oktober  | Wolfgang Büser                 | deutscher Journalist                                                                | 86    |       |
| 8. Oktober  | Götz Altmann                   | deutscher Volkskundler                                                              | 84    |       |
| 8. Oktober  | Jorge Arriagada                | chilenischer Komponist                                                              | 81    |       |
| 8. Oktober  | Ira B. Bernstein               | US-amerikanischer Physiker                                                          | 99    |       |
| 8. Oktober  | Georg Hauser                   | deutscher Archäologe                                                                | 77    |       |
| 8. Oktober  | André Jobin                    | schweizerisch-französischer Comic-Szenarist                                         | 96    |       |
| 8. Oktober  | Tim Johnson                    | US-amerikanischer Politiker                                                         | 77    |       |
| 8. Oktober  | Girulfus Kherubim Pareira      | indonesischer Bischof                                                               | 83    |       |
| 8. Oktober  | Manfred Klika                  | deutscher Mathematiker                                                              | 81    |       |
| 8. Oktober  | Jerzy Lewandowski              | polnischer Physiker                                                                 | 65    |       |
| 8. Oktober  | Don Marshall                   | kanadischer Eishockeyspieler                                                        | 92    |       |
| 8. Oktober  | Michael A. Nelson              | US-amerikanischer Militär                                                           | 87    |       |
| 8. Oktober  | Bernard Tissier de Mallerais   | französischer Theologe und Bischof                                                  | 79    |       |
| 8. Oktober  | Wu Bangguo                     | chinesischer Politiker                                                              | 83    |       |
| 7. Oktober  | Klaus-Peter Arnold             | deutscher Kunsthistoriker                                                           | 85    |       |
| 7. Oktober  | Johannes Berthold              | deutscher Pfarrer und Theologe                                                      | 70    |       |
| 7. Oktober  | Amaury du Closel               | französischer Komponist und Orchesterleiter                                         | 68    |       |
| 7. Oktober  | Franz Dengg                    | deutscher Skispringer                                                               | 95    |       |
| 7. Oktober  | Robbie Fitzgibbon              | irisch-britischer Leichtathlet                                                      | 28    |       |
| 7. Oktober  | Lisl Gaal                      | österreichisch-US-amerikanische Mathematikerin                                      | 100   |       |
| 7. Oktober  | Hans van Hemert                | niederländischer Komponist und Musikproduzent                                       | 79    |       |
| 7. Oktober  | Cissy Houston                  | US-amerikanische Sängerin                                                           | 91    |       |
| 7. Oktober  | Georg Krücken                  | deutscher Soziologe                                                                 | 62    |       |
| 7. Oktober  | Recai Kutan                    | türkischer Politiker                                                                | 94    |       |
| 7. Oktober  | Nicholas Pryor                 | US-amerikanischer Schauspieler                                                      | 89    |       |
| 7. Oktober  | Lore Segal                     | US-amerikanische Literaturwissenschaftlerin                                         | 96    |       |
| 7. Oktober  | Sam F. Shaw                    | US-amerikanischer Toningenieur                                                      | 78    |       |
| 7. Oktober  | Elhanan Tannenbaum             | israelischer Geschäftsmann und Entführungsopfer                                     | 78    |       |
| 7. Oktober  | Horst Wenzel                   | deutscher Germanist                                                                 | 83    |       |
| 7. Oktober  | Rudolf Wiethölter              | deutscher Rechtswissenschaftler                                                     | 95    |       |
| 6. Oktober  | Anita Albus                    | deutsche Schriftstellerin und Illustratorin                                         | 81    |       |
| 6. Oktober  | Kipyegon Bett                  | kenianischer Leichtathlet                                                           | 26    |       |
| 6. Oktober  | Dominic Cossa                  | US-amerikanischer Opernsänger                                                       | 89    |       |
| 6. Oktober  | Pius Engelbert                 | deutscher Benediktinerabt                                                           | 87    |       |
| 6. Oktober  | Laine Erik                     | sowjetische Leichtathletin                                                          | 82    |       |
| 6. Oktober  | Dave Hobson                    | US-amerikanischer Politiker                                                         | 87    |       |
| 6. Oktober  | Claude Lapointe                | französischer Kinderbuchillustrator                                                 | 85    |       |
| 6. Oktober  | Johnny Neel                    | US-amerikanischer Sänger, Songwriter und Musiker                                    | 70    |       |
| 6. Oktober  | Johan Neeskens                 | niederländischer Fußballspieler und -trainer                                        | 73    |       |
| 6. Oktober  | Wilhelm Ribhegge               | deutscher Historiker                                                                | 84    |       |
| 6. Oktober  | Hugh Patrick Slattery          | irischer Bischof                                                                    | 90    |       |
| 6. Oktober  | Géjza Valent                   | tschechoslowakischer Leichtathlet                                                   | 71    |       |
| 6. Oktober  | Ernest Vincze                  | ungarischer Kameramann                                                              | 81    |       |
| 5. Oktober  | Bruce Ames                     | US-amerikanischer Biochemiker                                                       | 95    |       |
| 5. Oktober  | Sammy Basso                    | italienischer Progerie-Aktivist und -forscher                                       | 28    |       |
| 5. Oktober  | Helmut Bauer                   | deutscher Weihbischof                                                               | 91    |       |
| 5. Oktober  | Stefan Bengtson                | schwedischer Paläontologe                                                           | 77    |       |
| 5. Oktober  | Wolfgang Bordel                | deutscher Fußballspieler                                                            | 84    |       |
| 5. Oktober  | A. Q. M. Badruddoza Chowdhury  | bangladeschischer Politiker                                                         | 93    |       |
| 5. Oktober  | Robert Coover                  | US-amerikanischer Schriftsteller                                                    | 92    |       |
| 5. Oktober  | Ildar Dadin                    | russischer Aktivist                                                                 | 42    |       |
| 5. Oktober  | Alexander Leitch               | britischer Manager, Politiker und Peer                                              | 76    |       |
| 5. Oktober  | Ifigenia Martínez y Hernández  | mexikanische Wirtschaftswissenschaftlerin und Politikerin                           | 99    |       |
| 5. Oktober  | Werner Merzbacher              | Schweizer Pelzhändler und Kunstsammler                                              | 96    |       |
| 5. Oktober  | Mimis Plessas                  | griechischer Komponist und Pianist                                                  | 99    |       |
| 5. Oktober  | Giorgio Trevisan               | italienischer Comiczeichner und Illustrator                                         | 89    |       |
| 5. Oktober  | Maria Weimer                   | schwedische Politikerin                                                             | 45    |       |
| 4. Oktober  | Ian Affleck                    | kanadischer Physiker                                                                | 72    |       |
| 4. Oktober  | Wolfgang Böker                 | deutscher Psychiater                                                                | 91    |       |
| 4. Oktober  | Hans-Hermann Braess            | deutscher Ingenieur und Automobilforscher                                           | 87    |       |
| 4. Oktober  | Christopher Ciccone            | US-amerikanischer Künstler, Innenarchitekt und Designer                             | 63    |       |
| 4. Oktober  | Willi Giesemann                | deutscher Fußballspieler                                                            | 87    |       |
| 4. Oktober  | Samson Kandie                  | kenianischer Leichtathlet                                                           | 53    |       |
| 4. Oktober  | Anatolij Konkow                | sowjetisch-ukrainischer Fußballspieler und -trainer                                 | 75    |       |
| 4. Oktober  | John Lasell                    | US-amerikanischer Schauspieler                                                      | 95    |       |
| 4. Oktober  | Petar Matić Dule               | jugoslawischer Militär und Politiker                                                | 104   |       |
| 4. Oktober  | Takeshi Inomata                | japanischer Schlagzeuger                                                            | 88    |       |
| 4. Oktober  | Marlon Pérez                   | kolumbianischer Radrennfahrer                                                       | 48    |       |
| 4. Oktober  | Lea Pericoli                   | italienische Tennisspielerin und Fernsehmoderatorin                                 | 89    |       |
| 4. Oktober  | Billy Shaw                     | US-amerikanischer American-Football-Spieler                                         | 85    |       |
| 4. Oktober  | Franz Weiss                    | österreichischer Politiker                                                          | 104   |       |
| 3. Oktober  | Terje Bjørklund                | norwegischer Komponist und Jazzpianist                                              | 79    |       |
| 3. Oktober  | Michel Blanc                   | französischer Schauspieler                                                          | 72    |       |
| 3. Oktober  | Lambert B. Freund              | US-amerikanischer Ingenieur                                                         | 81    |       |
| 3. Oktober  | Helmut Hanusch                 | österreichischer Medienmanager und Verleger                                         | 77    |       |
| 3. Oktober  | Joachim Hiehle                 | deutscher Jurist                                                                    | 97    |       |
| 3. Oktober  | Jörg Jeremias                  | deutscher Theologe                                                                  | 85    |       |
| 3. Oktober  | Lilibert                       | luxemburgisch-deutsche Schlagertexterin                                             | 100   |       |
| 3. Oktober  | Mary O’Rourke                  | irische Politikerin                                                                 | 87    |       |
| 3. Oktober  | Hans Paulsen                   | deutscher Chemiker                                                                  | 102   |       |
| 3. Oktober  | Gottfried Pilz                 | österreichischer Bühnen- und Kostümbildner sowie Opernregisseur                     | 80    |       |
| 3. Oktober  | Otto Rauchbauer                | österreichischer Anglist und Literaturwissenschaftler                               | ≈86   |       |
| 3. Oktober  | Wilfried Röhrich               | deutscher Politikwissenschaftler                                                    | 87    |       |
| 3. Oktober  | Haschem Safi al-Din            | libanesischer Politiker und Terrorist                                               | ≈60   |       |
| 3. Oktober  | Marta Valdés                   | kubanische Komponistin, Sängerin, Gitarristin und Musikkritikerin                   | 90    |       |
| 2. Oktober  | Guido Carlesi                  | italienischer Radrennfahrer                                                         | 87    |       |
| 2. Oktober  | Pierre Christin                | französischer Comicszenarist                                                        | 86    |       |
| 2. Oktober  | Jason Cirone                   | kanadisch-italienischer Eishockeyspieler und -trainer sowie Inlinehockeyspieler     | 53    |       |
| 2. Oktober  | Manfried Dietrich              | deutscher Altorientalist                                                            | 88    |       |
| 2. Oktober  | Ryszard Herbut                 | polnischer Politikwissenschaftler                                                   | 73    |       |
| 2. Oktober  | Rüdiger Henning                | deutscher Ruderer                                                                   | 80    |       |
| 2. Oktober  | Kjeld Holm                     | dänischer Bischof                                                                   | 79    |       |
| 2. Oktober  | Sebastian Hünerfeld            | deutscher Filmproduzent                                                             | 49    |       |
| 2. Oktober  | Pablo Nahar                    | surinamischer Jazzmusiker                                                           | 72    |       |
| 2. Oktober  | Herman Ouseley                 | britischer Politiker und Peer                                                       | 79    |       |
| 2. Oktober  | Sisse Reingaard                | dänische Schauspielerin                                                             | 78    |       |
| 2. Oktober  | Emily Richard                  | britische Schauspielerin                                                            | 76    |       |
| 2. Oktober  | Gustav Adolf Seeck             | deutscher Altphilologe                                                              | 90    |       |
| 2. Oktober  | Carlos Trasante                | uruguayischer Fußballspieler                                                        | 71    |       |
| 2. Oktober  | Daniel Williams                | grenadischer Politiker                                                              | 88    |       |
| 2. Oktober  | Richard Woodman                | britischer Autor                                                                    | 80    |       |
| 1. Oktober  | Walter Baumgartner             | Schweizer Radrennfahrer                                                             | 70    |       |
| 1. Oktober  | David Burnham                  | US-amerikanischer Autor und Journalist                                              | 91    |       |
| 1. Oktober  | Stephan Dabbert                | deutscher Agrarökonom und Universitätsrektor                                        | 66    |       |
| 1. Oktober  | Denílson                       | brasilianischer Fußballspieler                                                      | 81    |       |
| 1. Oktober  | Wjatscheslaw Dobrynin          | sowjetischer bzw. russischer Komponist und Sänger                                   | 78    |       |
| 1. Oktober  | Zenón Franco Ocampos           | paraguayisch-spanischer Schachspieler                                               | 68    |       |
| 1. Oktober  | Andreas Hüneke                 | deutscher Kunsthistoriker                                                           | 80    |       |
| 1. Oktober  | Michael Kerr                   | britischer Politiker und Peer                                                       | 79    |       |
| 1. Oktober  | Hans Knoblich                  | deutscher Wirtschaftswissenschaftler                                                | 91    |       |
| 1. Oktober  | Carmen-Renate Köper            | deutsche Schauspielerin, Drehbuchautorin und Filmemacherin                          | 97    |       |
| 1. Oktober  | Leo Langer                     | deutscher Kirchenmusiker                                                            | 72    |       |
| 1. Oktober  | Milton Thiago de Mello         | brasilianischer Tiermediziner und Primatologe                                       | 108   |       |
| 1. Oktober  | Francesco Merloni              | italienischer Unternehmer und Politiker                                             | 99    |       |
| 1. Oktober  | Wulff Sailer                   | deutscher Maler                                                                     | 87    |       |
| 1. Oktober  | Peter-Jörg Splettstößer        | deutscher Konzeptkünstler und Maler                                                 | 86    |       |
| 1. Oktober  | Rastislav Trtík                | tschechischer Handballtrainer                                                       | 63    |       |
| 1. Oktober  | Edwin Zimmermann               | deutscher Ingenieur und Politiker                                                   | 76    |       |

### Datum unbekannt
| Zeitangabe                         | Name               | Beruf, bekannt als                               | Alter | Beleg |
| ---------------------------------- | ------------------ | ------------------------------------------------ | ----- | ----- |
| Tod bekannt gegeben am 31. Oktober | Anne Skovgaard     | dänische Badmintonspielerin                      | ≈69   |       |
| Tod bekannt gegeben am 30. Oktober | Gail Evans         | US-amerikanische Autorin, Dozentin und Managerin | 83    |       |
| Tod bekannt gegeben am 30. Oktober | Brian Towers       | britischer Jazzposaunist                         | ≈84   |       |
| Tod bekannt gegeben am 28. Oktober | Wolfgang Abel      | deutscher Serienmörder und Terrorist             | 65    |       |
| Tod bekannt gegeben am 28. Oktober | Tonči Gabrić       | jugoslawischer bzw. kroatischer Fußballspieler   | 62    |       |
| Tod bekannt gegeben am 27. Oktober | Marisa Bartoli     | italienische Schauspielerin                      | 81    |       |
| Tod bekannt gegeben am 26. Oktober | Michael Wollenberg | deutscher Koch                                   | 60    |       |
| Tod bekannt gegeben am 25. Oktober | Asrat Haile        | äthiopischer Fußballspieler und -trainer         | 72    |       |
| Tod bekannt gegeben am 25. Oktober | Alan Simpson       | britischer Leichtathlet                          | 84    |       |
| Tod bekannt gegeben am 18. Oktober | Elisabeth Karg     | deutsche Schauspielerin                          | 88    |       |
| Tod bekannt gegeben am 18. Oktober | Izhak Schnell      | israelischer Geograph                            | ≈76   |       |
| Tod bekannt gegeben am 17. Oktober | Erich Kronauer     | deutscher Manager und Stifter                    | 93    |       |
| Tod bekannt gegeben am 4. Oktober  | Dina Kathelyn      | belgische Autorin und Illustratorin              | 90    |       |
| Oktober                            | Regine Ribbeck     | deutsche Tierärztin und Parasitologin            | 88    |       |
| Oktober                            | Peter Schunck      | deutscher Romanist                               | 95    |       |